# August and Everything After
Albums de Counting Crows
Recovering the Satellites
(1996)
August and Everything After est le premier album du groupe de rock alternatif américain Counting Crows sorti le 14 septembre 1993.

## Liste des titres
1. Round Here
2. Omaha
3. Mr. Jones
4. Perfect Blue Buildings
5. Anna Begins
6. Time and Time Again
7. Rain King
8. Sullivan Street
9. Ghost Train
10. Raining in Baltimore
11. A Murder of One

## Membres
- Matt Malley : Basse, guitare et voix
- Charlie Gillingham : Piano, Hammond B-3, Accordéon, Chamberlin et voix
- Adam Duritz : Piano, harmonica et voix
- Steve Bowman : Batterie et voix
- David Bryson : Guitare et voix

## Crédit
- Produit par T-Bone Burnett
- Enregistré par Pat McCarthy
- Mixé par Pat McCarthy et Scott Litt
- Producteur exécutif : Gary Gersh
- Deuxièmes ingénieurs : Brant Scott et Mark Guilbeault
- Ingénieurs additionnels : Howard Willing, Robert Hart et Steve Holroyd.

## Certifications
| Pays                    | Certification | Unités certifiées |
| ----------------------- | ------------- | ----------------- |
| Canada (Music Canada)   | 7 × Platine   | 700 000           |
| États-Unis (RIAA)       | 7 × Platine   | 7 000 000         |
| Nouvelle-Zélande (RMNZ) | Platine       | 15 000            |
| Royaume-Uni (BPI)       | Platine       | 300 000           |